# موکتش پانت
موکتش پانت، (به انگلیسی: Muktesh Pant) (زاده ۱۹۵۵) کارآفرین، بازرگان و مدیر ارشد اجرایی آمریکایی هندی‌تبار است، که در حال حاضر به‌عنوان مدیر عامل اجرایی شرکت مرغ سوخاری کنتاکی فعالیت می‌کند.